# Áo tứ thân

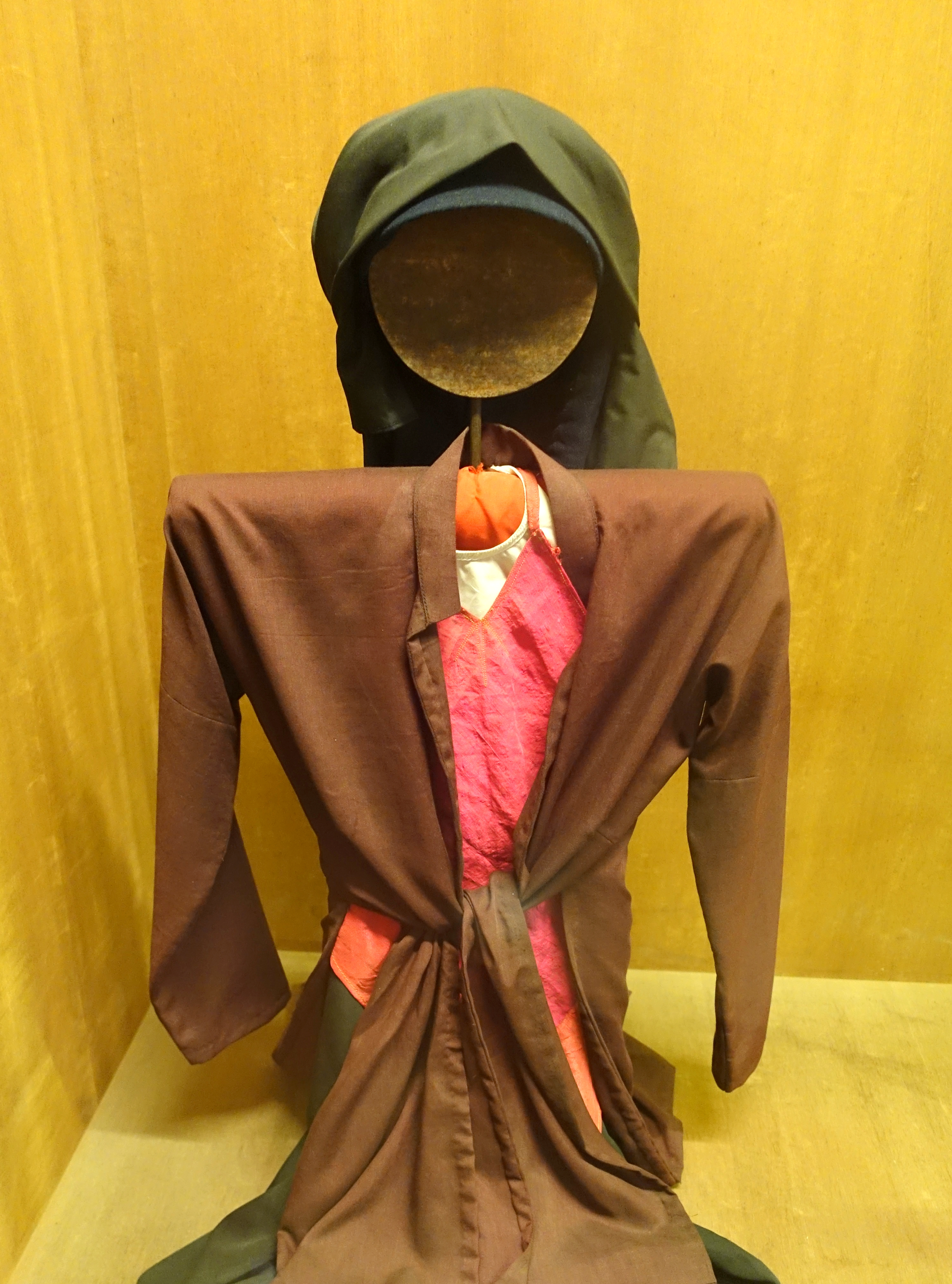
Áo tứ thân

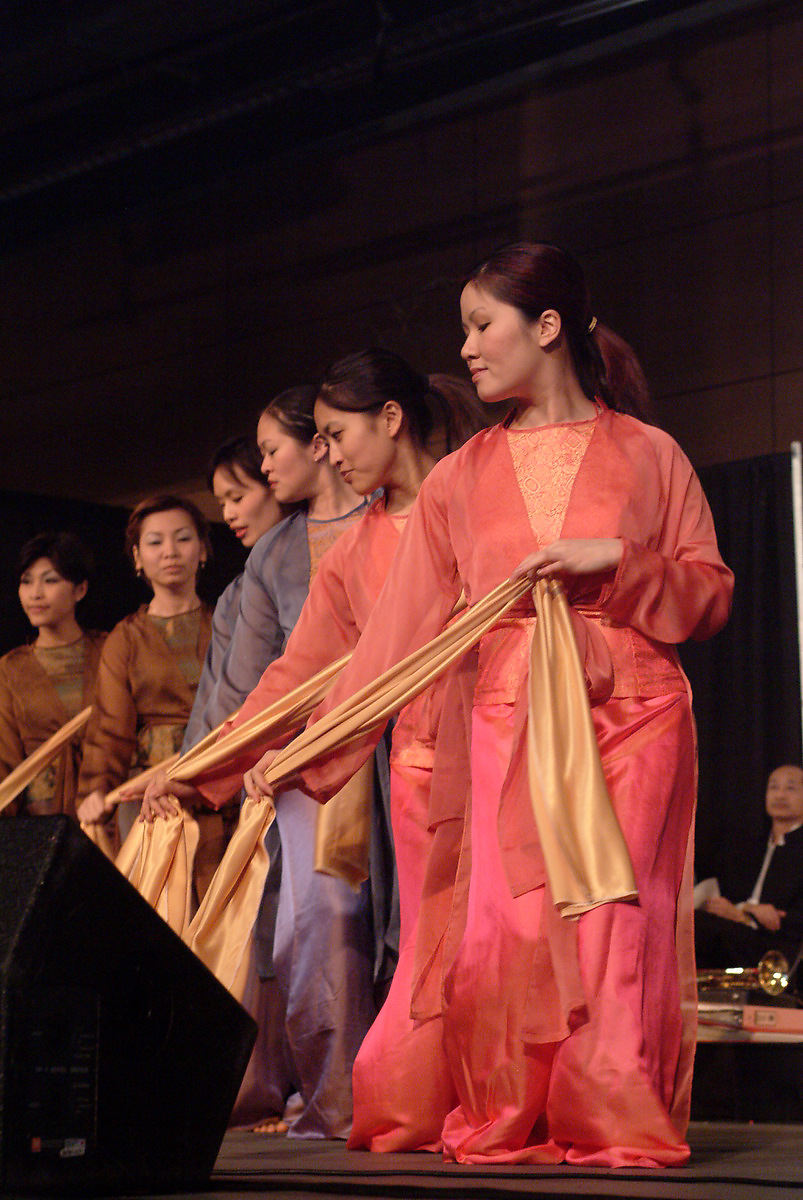
Múa Áo tứ thân

Áo tứ thân (Chữ Nôm: 襖四身) là một trang phục của phụ nữ Miền Bắc Việt Nam. Áo được sử dụng như trang phục hàng ngày đến đầu thế kỷ 20. Ngày nay, áo tứ thân chỉ được mặc trong các dịp lễ hội truyền thống.

## Miêu tả
Áo dài từ cổ buông xuống dưới đầu gối chừng 20 cm. Áo có hai vạt trước và sau. Vạt trước có hai tà tách riêng nhau theo chiều dài. Vạt phía sau cũng được chia làm hai, nhưng khâu vào với nhau hình thành một đường dài gọi là sống áo. Vì ở thời này, khổ vải chỉ có chừng 35–40 cm nên phải căn tà lại với nhau để thành một vạt áo.
Áo tứ thân gồm hai vạt, bốn tà. Áo tứ thân không có khuy, dài và có hai tay áo để xỏ vào khi mặc. Bên trong, người con gái mặc yếm. Có thể là yếm cổ xây hoặc yếm cánh nhạn xẻ sâu xuống mãi tận dưới. Yếm có màu nặng dành cho các bà đứng tuổi hoặc màu đào màu thắm đỏ dành cho các cô gái trẻ. 
Màu yếm này làm cho yếm có tên là yếm "bỏ bùa cho sư". Ngoài yếm là chiếc áo cánh mỏng màu trắng tinh. Cô gái lại tết ra ngoài chiếc dây lưng xanh giữ nhẹ sự kết hợp giữa áo cánh ngắn với cạp váy.Chiếc dây lưng xanh này còn có một giá trị trang trí về màu sắc. Ngoài cùng là chiếc áo tứ thân buông xuống tha thướt làm cho thân hình cô gái được gọn gàng, thon thả. 
Áo tứ thân không có khuy khi mặc, xỏ tay vào hai tay áo. Thế là đủ bộ để có thể vừa làm việc, vừa tung tẩy, đi đây đi đó.
Phần lưng áo gồm hai mảnh vải ghép lại, thường là màu nâu hoặc nâu non ghép với màu cùng gam; phía trước có hai thân tách rời, được buộc lại với nhau, thả trước bụng để tạo dáng người thon thả, phía trên không gài khít mà để lộ yếm màu bên trong; cổ áo viền 1 – 2 cm. Áo tứ thân dài gần chấm gót, tay áo bó chặt.
Trên sân khấu truyền thống, áo tứ thân dùng cho các vai nữ nông thôn, thường may bằng vải màu sẫm có khuy tròn gài bên nách phải.
Áo tứ thân không chỉ là một trang phục đẹp mà còn mang theo những ý nghĩa rất đặc biệt: Phía trước có hai tà, phía sau có hai tà (vạt áo) tượng trưng cho tứ thân phụ mẫu (cha mẹ chồng và cha mẹ vợ). Một vạt cụt có tác dụng như một cái yếm, nằm phía bên trong hai vạt lớn, tượng trưng cho cha mẹ ôm ấp đứa con vào lòng. Năm hạt nút nằm cân xứng năm vị trí cố định, giữ cho nếp áo được ngay thẳng, kín đáo tượng trưng cho năm đạo làm người: Nhân, Lễ, Nghĩa, Trí, Tín. Hai vạt trước buộc lại tượng trưng cho tình chồng vợ quấn quýt.
Bài Chân quê của Nguyễn Bính tả hình ảnh truyền thống của người phụ nữ Việt Nam:
Nào đâu cái yếm lụa sồi?
Cái dây lưng đũi nhuộm hồi sang xuân?
Nào đâu cái áo tứ thân?
Cái khăn mỏ quạ, cái quần nái đen?
Áo tứ thân kết hợp với xà tích, nón thúng, nón dâu. Khi đi hội thì kết hợp cùng guốc cong sơn đen hoa văn thủy ba, nón ba tầm có quai thao